# Elnes
Elnes (niederländisch Elne) ist eine französische Gemeinde mit 847 Einwohnern (Stand: 1. Januar 2022) im Département Pas-de-Calais in der Region Hauts-de-France. Sie gehört zum Arrondissement Saint-Omer und zum Kanton Lumbres.

## Geographie
Die Gemeinde Elnes liegt im Regionalen Naturpark Caps et Marais d’Opale, etwa elf Kilometer südwestlich von Saint-Omer am Fluss Aa. Nachbargemeinden von Elnes sind Lumbres im Norden, Setques im Nordosten, Esquerdes im Nordosten und Osten, Wavrans-sur-l’Aa im Südosten und Osten, Wismes im Südwesten und Westen sowie Affringues im Westen und Nordwesten.

## Bevölkerungsentwicklung
| Jahr                       | 1962 | 1968 | 1975 | 1982 | 1990 | 1999 | 2006 | 2013 | 2022 |
| Einwohner                  | 440  | 529  | 666  | 610  | 692  | 721  | 813  | 957  | 847  |
| Quellen: Cassini und INSEE |      |      |      |      |      |      |      |      |      |

## Sehenswürdigkeiten
- Kirche Saint-Martin
- Schloss